# Brachymyrmex physogaster
Brachymyrmex physogaster é uma espécie de inseto do gênero Brachymyrmex, pertencente à família Formicidae.